# Ulochlaena sagittata
Ulochlaena sagittata là một loài bướm đêm trong họ Noctuidae.